# Jairampur
Jairampur è una suddivisione dell'India, classificata come census town, situata nel distretto di Changlang, nello stato federato dell'Arunachal Pradesh. In base al numero di abitanti la città rientra nella classe V (da 5.000 a 9.999 persone).

## Geografia fisica
La città è situata a 27° 20' 07 N e 96° 00' 49 E.

## Società

### Evoluzione demografica
Al censimento del 2011 la popolazione di Jairampur assommava a 7 151 persone, delle quali 4 220 maschi e 2 931 femmine. I bambini di età inferiore o uguale ai sei anni assommavano a 822.